# Форма лагеря
Форма лагеря (яп. 陣型図式 дзинкэй-дзусики) — один из жанров задач в Цумэ-сёги. Идея этого жанра принадлежит профессиональному игроку 9 дана Кунио Найто. В 1981 он создал задачу на мат в 71 ход, в которой на первой линии гёкуката все фигуры стоят, как в начальной расстановке.
Основной вариант решения:
1.+R6dx5c
2.G6a-5b
3.N5ex6c=
4.K5a-6a
5.N6cx7a+
6.K6ax7a
7.+P9bx8b
8.K7ax8b
9.R*6b
10.N*7b
11.R6bx7b+
12.K8bx7b
13.N*6d
14.K7b-7a
15.S*7b
16.K7a-8b
17.N*7d
18.K8b-9b
19.S7bx8a=
20.K9bx8a
21.B8g-5d
22.S*6c
23.N6d-7b+
24.K8ax7b
25.+R5cx5b
26.G4ax5b
27.N*6d
28.K7b-6a
29.N6dx5b+
30.K6ax5b
31.G*6b
32.K5b-4b
33.G*5c
34.K4bx5c
35.B5dx6c+
36.K5c-4d
37.+B6c-4e
38.K4d-5c
39.G6b-6c
40.K5c-4b
41.S*5c
42.K4b-3b
43.+B4ex2c
44.K3bx2c
45.P2ex2d
46.K2c-1d
47.P*1e
48.K1dx1e
49.P*1f
50.K1ex1f
51.P*1g
52.K1fx1g
53.S*2f
54.K1g-1f
55.P*1g
56.G1hx1g
57.S2fx1g
58.K1fx1g
59.G*2h
60.K1g-2f
61.G2h-2g
62.K2f-2e
63.G2g-2f
64.K2ex2d
65.G2f-2e
66.K2d-2c
67.G2e-2d
68.K2c-3b
69.G2d-2c
70.K3b-4a
71.G6c-5b#.

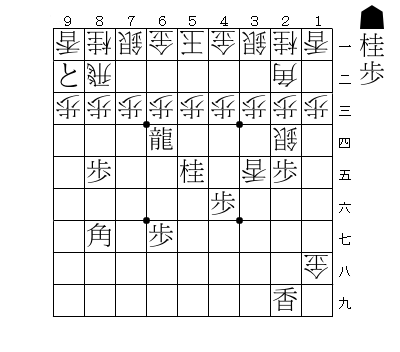
Кунио Найто. Цумэ в 71 ход

В 1998 году он же составил цумэ-сёги в 73 хода, в которой с начальной расстановкой совпадает уже лагерь сэмэката.

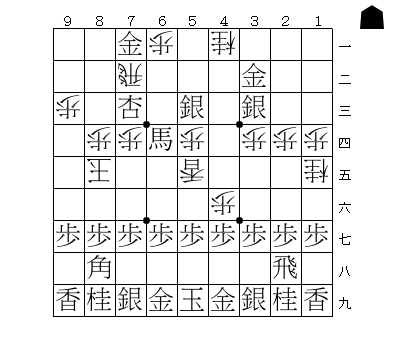
Кунио Найто. Цумэ в 73 хода

Основной вариант решения:
1.+B6d-8f
2.K8e-9d
3.+B8f-9e
4.K9dx9e
5.P9g-9f
6.K9e-8e
7.P8g-8f
8.K8e-7e
9.P7g-7f
10.K7e-6e
11.P6g-6f
12.K6ex7f
13.R2h-7h
14.K7f-8g
15.R7h-7g
16.K8gx8f
17.B8h-9g
18.K8f-8e
19.R7g-8g
20.K8e-7f
21.R8g-8f
22.K7f-7e
23.S5c-6d=
24.K7ex6d
25.R8fx8d
26.K6dx7c
27.G7ax7b
28.K7cx8d
29.P*8e
30.K8dx8e
31.N8i-7g
32.K8e-7f
33.R*8f
34.K7f-7e
35.R8f-8c+
36.K7ex6f
37.+R8c-6c
38.K6fx5g
39.S7i-6h
40.K5g-5f
41.S6h-5g
42.K5fx5g
43.G6i-5h
44.K5g-5f
45.+R6c-6g
46.K5f-4e
47.P4gx4f
48.K4e-3e
49.P3g-3f
50.K3e-2e
51.N2i-3g
52.K2ex3f
53.+R6g-4g
54.K3fx2g
55.S3i-3h
56.K2g-2f
57.P*2g
58.N1ex2g+
59.S3hx2g
60.K2fx2g
61.G4i-3h
62.K2g-2f
63.N*1h
64.K2f-3e
65.S3c-4d=
66.K3ex4d
67.P4f-4e
68.K4d-3e
69.B9g-7i
70.L*5g
71.B7ix5g
72.L5ex5g+
73.L*3f#.